# Cantonul Saint-André-de-Cubzac
Cantonul Saint-André-de-Cubzac este un canton din arondismentul Blaye, departamentul Gironde, regiunea Aquitania, Franța.

## Comune
- Aubie-et-Espessas
- Cubzac-les-Ponts
- Gauriaguet
- Peujard
- Saint-André-de-Cubzac (reședință)
- Saint-Antoine
- Saint-Gervais
- Saint-Laurent-d'Arce
- Salignac
- Virsac